# Cima del Redentore
Die Cima del Redentore ist ein 2448 m s.l.m. hoher Berg in den Sibillinischen Bergen innerhalb des Apennin in Italien. Über den im Nationalpark Monti Sibillini gelegenen Berg verläuft die Grenze zwischen der Marken und Umbrien, wobei er Umbriens höchste Erhebung ist.
Das Massiv der Cima del Redentore (zu deutsch in etwa Erlöserspitze) ist überwiegend aus hellen Kalken des Lias aufgebaut; zusammen mit dem wenige Meter höherem Monte Vettore ähnelt ihr Umriss einem nach Norden offenen Hufeisen, in dessen Mitte sich der Lago di Pilato auf 1941 m s.l.m. befindet.